# Iveta Svobodová
Iveta Svobodová (* 22. března 1965 Praha) je česká spisovatelka a scenáristka.

## Životopis
Vystudovala magisterský obor na Literární akademii Josefa Škvoreckého, kde navštěvovala semináře tvůrčího psaní Daniely Fišerové a Petra Šabacha. Věnovala se úpravám dialogů, režii dabingu dokumentů i psaní článků, které odhalují zajímavosti historie. Její prioritou je psaní detektivních románů, které jsou postaveny na událostech, které se staly. Případy řeší nerozlučná dvojice Luboš Neumann a Kamila Reichelová a odehrávají se především v Praze a na Kokořínsku. Výjimkou je detektivní román Konec hry, jehož děj sahá až do roku 1741, kdy pražský Vyšehrad obléhali Francouzi.
Za zmínku stojí i divadelní hry. Dvě duchařské krimi - Pár dní na zkoušku a Tajemství srubu u jezera
Od roku 2018 je kmenovou autorkou rodinného nakladatelství Šulc a Švarc.